# Alone in the Universe
Alone in the Universe è un album in studio  del gruppo musicale rock britannico Electric Light Orchestra, accreditato come Jeff Lynne's ELO e pubblicato nel 2015.

## Tracce
1. When I Was a Boy – 3:12
2. Love and Rain – 3:29
3. Dirty to the Bone – 3:06
4. When the Night Comes – 3:22
5. The Sun Will Shine on You – 3:29
6. Ain't It a Drag – 2:34
7. All My Life – 2:50
8. I'm Leaving You – 3:07
9. One Step at a Time – 3:21
10. Alone in the Universe – 3:54
11. Fault Line (Bonus Track) – 2:07
12. Blue (Bonus Track) – 2:36
13. On My Mind (Bonus Track) – 3:09

## Recensioni
Voti Professionali
| Classic Rock  | 9/10   |
| Metacritic    | 75/100 |
| Mùsica Nueva  | 5/5    |
| Rolling Stone | 3,5/5  |
| AllMusic      | 7/10   |

## Formazione

### Formazione ufficiale
- Jeff Lynne: voce, chitarra, basso, piano, batteria, tastiere, vibrafoni, produzione, mixaggio
- Laura Lynne: coro in "Love and Rain" e "One Step At a Time"

### Collaboratori
- Steven Jay: tamburello, ingegnere del suono